# Fuerte del Rey (kommun)
Fuerte del Rey är en kommun i Spanien.   Den ligger i provinsen Provincia de Jaén och regionen Andalusien, i den centrala delen av landet, 280 km söder om huvudstaden Madrid. Antalet invånare är 1 402.